# Liste der Konfessionszugehörigkeit der Regierungschefs Deutschlands

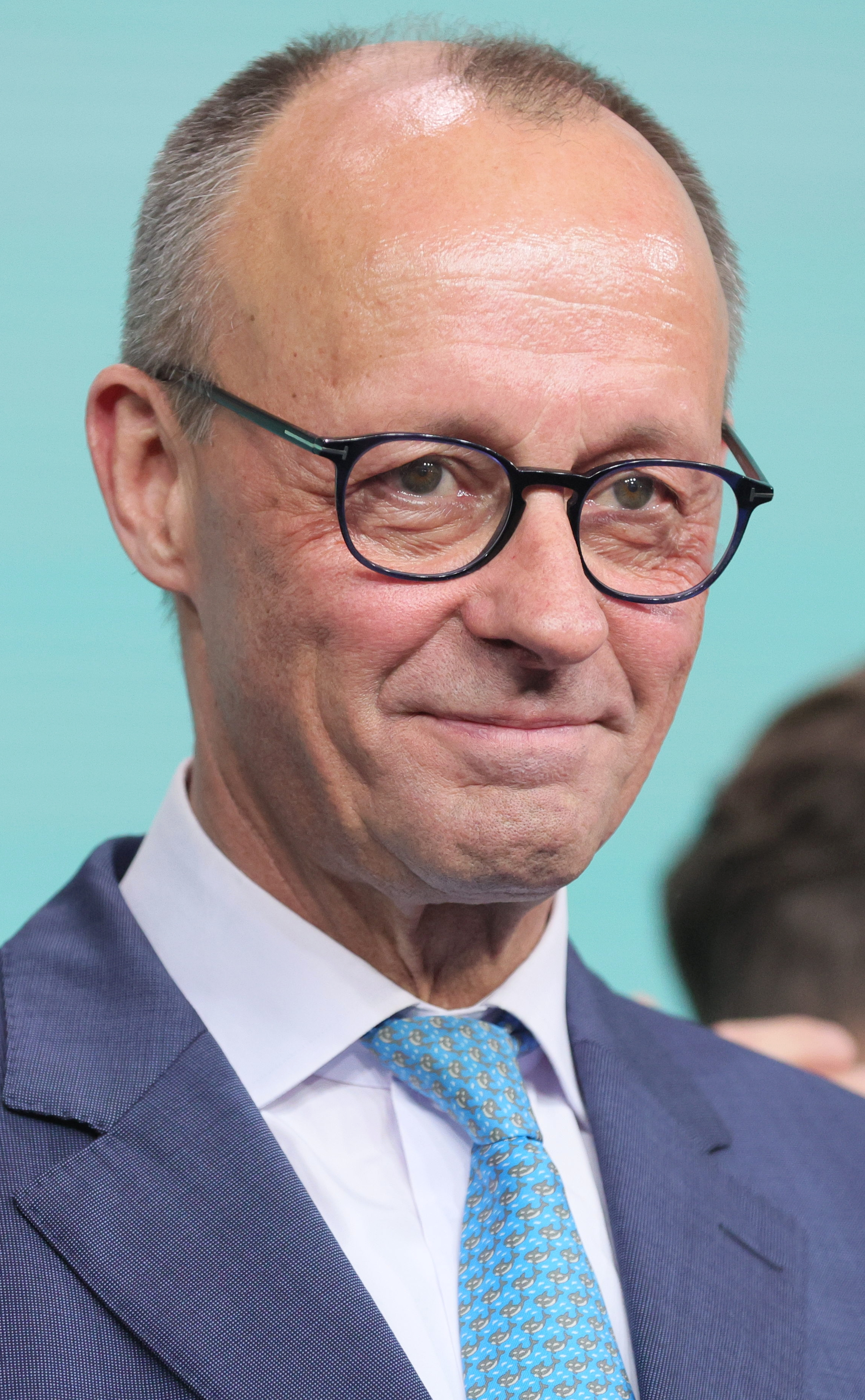
Der derzeitige Bundeskanzler Friedrich Merz ist römisch-katholisch.

Die nachfolgende Liste gibt die Konfessionszugehörigkeit der deutschen Regierungschefs seit Gründung des modernen deutschen Nationalstaates wieder. Die Angaben beruhen auf der offiziellen (Nicht-)Zugehörigkeit zu einer Kirche. Hieraus kann nicht automatisch auf die Glaubensüberzeugung während der Amtszeit geschlossen werden.

## Deutsches Reich 1848/49: Ministerpräsident
|   | Name                                         | Amtszeit  | Konfession         |
| - | -------------------------------------------- | --------- | ------------------ |
| 1 | Karl zu Leiningen                            | 1848      | evangelisch        |
| 2 | Anton von Schmerling                         | 1848      | römisch-katholisch |
| 3 | Heinrich von Gagern                          | 1848–1849 | evangelisch        |
| 4 | Maximilian Karl Friedrich Wilhelm Grävell    | 1849      | evangelisch        |
| 5 | August Ludwig zu Sayn-Wittgenstein-Berleburg | 1849      | evangelisch        |

## Norddeutscher Bund: Bundeskanzler
|   | Name              | Amtszeit  | Konfession  |
| - | ----------------- | --------- | ----------- |
| 1 | Otto von Bismarck | 1867–1871 | evangelisch |

## Deutsches Reich: Reichskanzler (1919 Reichsministerpräsident)
|    | Name                                  | Amtszeit  | Konfession         |
| -- | ------------------------------------- | --------- | ------------------ |
| 1  | Otto von Bismarck                     | 1871–1890 | evangelisch        |
| 2  | Leo von Caprivi                       | 1890–1894 | evangelisch        |
| 3  | Chlodwig zu Hohenlohe-Schillingsfürst | 1894–1900 | römisch-katholisch |
| 4  | Bernhard von Bülow                    | 1900–1909 | evangelisch        |
| 5  | Theobald von Bethmann Hollweg         | 1909–1917 | evangelisch        |
| 6  | Georg Michaelis                       | 1917      | evangelisch        |
| 7  | Georg von Hertling                    | 1917–1918 | römisch-katholisch |
| 8  | Max von Baden                         | 1918      | evangelisch        |
| 9  | Friedrich Ebert                       | 1918–1919 | konfessionslos     |
| 10 | Philipp Scheidemann                   | 1919      | evangelisch        |
| 11 | Gustav Bauer                          | 1919–1920 | konfessionslos     |
| 12 | Hermann Müller                        | 1920      | konfessionslos     |
| 13 | Constantin Fehrenbach                 | 1920–1921 | römisch-katholisch |
| 14 | Joseph Wirth                          | 1921–1922 | römisch-katholisch |
| 15 | Wilhelm Cuno                          | 1922–1923 | römisch-katholisch |
| 16 | Gustav Stresemann                     | 1923      | evangelisch        |
| 17 | Wilhelm Marx                          | 1923–1925 | römisch-katholisch |
| 18 | Hans Luther                           | 1925–1926 | evangelisch        |
| 19 | Wilhelm Marx                          | 1926–1928 | römisch-katholisch |
| 20 | Hermann Müller                        | 1928–1930 | konfessionslos     |
| 21 | Heinrich Brüning                      | 1930–1932 | römisch-katholisch |
| 22 | Franz von Papen                       | 1932      | römisch-katholisch |
| 23 | Kurt von Schleicher                   | 1932–1933 | evangelisch        |
| 24 | Adolf Hitler                          | 1933–1945 | römisch-katholisch |
| 25 | Joseph Goebbels                       | 1945      | römisch-katholisch |
| 26 | Lutz Graf Schwerin von Krosigk        | 1945      | evangelisch        |

## Vereinigtes Wirtschaftsgebiet:Oberdirektor
|   | Name           | Amtszeit  | Konfession         |
| - | -------------- | --------- | ------------------ |
| 1 | Hermann Pünder | 1948–1949 | römisch-katholisch |

## Deutsche Demokratische Republik: Ministerpräsident/Vorsitzender des Ministerrates

### Ministerpräsident der DDR
|   | Name           | Amtszeit  | Konfession     |
| - | -------------- | --------- | -------------- |
| 1 | Otto Grotewohl | 1949–1964 | konfessionslos |

### Vorsitzender des Ministerrates
|   | Name             | Amtszeit  | Konfession     |
| - | ---------------- | --------- | -------------- |
| 1 | Willi Stoph      | 1964–1973 | konfessionslos |
| 2 | Horst Sindermann | 1973–1976 | konfessionslos |
| 3 | Willi Stoph      | 1976–1989 | konfessionslos |
| 4 | Hans Modrow      | 1989–1990 | konfessionslos |

### Ministerpräsident der DDR
|   | Name               | Amtszeit | Konfession  |
| - | ------------------ | -------- | ----------- |
| 2 | Lothar de Maizière | 1990     | evangelisch |

## Bundesrepublik Deutschland: Bundeskanzler
|    | Name                 | Amtszeit               | Konfession         |
| -- | -------------------- | ---------------------- | ------------------ |
| 1  | Konrad Adenauer      | 1949–1963              | römisch-katholisch |
| 2  | Ludwig Erhard        | 1963–1966              | evangelisch        |
| 3  | Kurt Georg Kiesinger | 1966–1969              | römisch-katholisch |
| 4  | Willy Brandt         | 1969–1974              | evangelisch        |
|    | Walter Scheel        | 1974, geschäftsführend | evangelisch        |
| 5  | Helmut Schmidt       | 1974–1982              | evangelisch        |
| 6  | Helmut Kohl          | 1982–1998              | römisch-katholisch |
| 7  | Gerhard Schröder     | 1998–2005              | evangelisch        |
| 8  | Angela Merkel        | 2005–2021              | evangelisch        |
| 9  | Olaf Scholz          | 2021–2025              | konfessionslos     |
| 10 | Friedrich Merz       | seit 2025              | römisch-katholisch |

## Statistische Übersicht
| Zugehörigkeit a    |    |
| ------------------ | -- |
| evangelisch        | 21 |
| römisch-katholisch | 16 |
| konfessionslos     | 8  |